# Свеча Хефнера
Свеча Хефнера (нем. Hefnerkerze) или Лампа Хефнера-Альтенека — фитильная лампа особой конструкции, применяемая в фотометрии и использующая в качестве топлива амилацетат. Также свечой Хефнера называют единицу силы света.

## Конструкция лампы
Лампа была изобретена Фридрихом фон Хефнером-Альтенеком в 1884 году в качестве эталонной фитильной лампы, которую можно было бы использовать в фотометрии, с возможностью измерять силу света: одна лампа соответствовала бы так называемой свече Хефнера. Лампа состоит из сосуда для уксусноамилового эфира (амилацетата {\displaystyle {\ce {C7H14O2}}}) как горючего и фитильной трубки из нейзильбера диаметром 8 мм. Пламя в трубке регулируется с помощью фитиля, который передвигается в трубке до тех пор, пока высота пламени не достигнет 40 мм. Пламя контролируется с помощью визирной трубки (визир Крюсса с ахроматической линзой), проектирующей пламя на экран из матового стекла с делениями. Свеча при этом горит неустойчиво.

## Единица силы света
Лампа Хефнера, равно как и одноимённая свеча, позволила выработать германский, австрийский и скандинавский стандарты силы света, действовавшие в конце XIX — начале XX века. Величина силы света в 1 свечу Хефнера соответствовала свечению, производимому лампой при сжигании амилацетата и последующему разгоранию пламени высотой до 40 мм. 1 свеча Хефнера была эквивалентна примерно 0,9—0,92 кд. Соотношение с международной свечей варьировалось: в 1913 году международная свеча составляла 1,11 свечей Хефнера, в 1924 — от 1,14 до 1,15. 1 свеча Хефнера излучала в горизонтальном направлении на вертикальную поверхность, отстоящую от лампы на расстоянии 1 м, поток 900 эрг·см-2·сек-1.
В 1890 году в немецкой газовой промышленности приняли единицу света под названием «Единица Хефнера» (нем. Hefnereinheit). В 1897 году её под названием «свеча Хефнера» (нем. Hefnerkerze) приняла Ассоциация немецких инженеров-электриков. Свеча Хефнера некоторое время была официальной единицей силы света в Германии и Австрии, пока 1 июля 1942 года в Третьем рейхе использовалась в качестве единицы измерения силы света «новая свеча» (нем. Neue Kerze, сокращённо NK), а в 1948 году в Германии приняли в качестве подобной единицы такую, как кандела. Вместе с тем NK используется для измерения силы света в керосиновых лампах. 